# Бубулина, Ласкарина
Ласкари́на Бубули́на (греч. Λασκαρίνα Μπουμπουλίνα; 11 мая 1771, Константинополь — 25 мая 1825) — участница освободительного движения, адмирал Российского флота; героиня греческой революции 1821 года.

## Биография

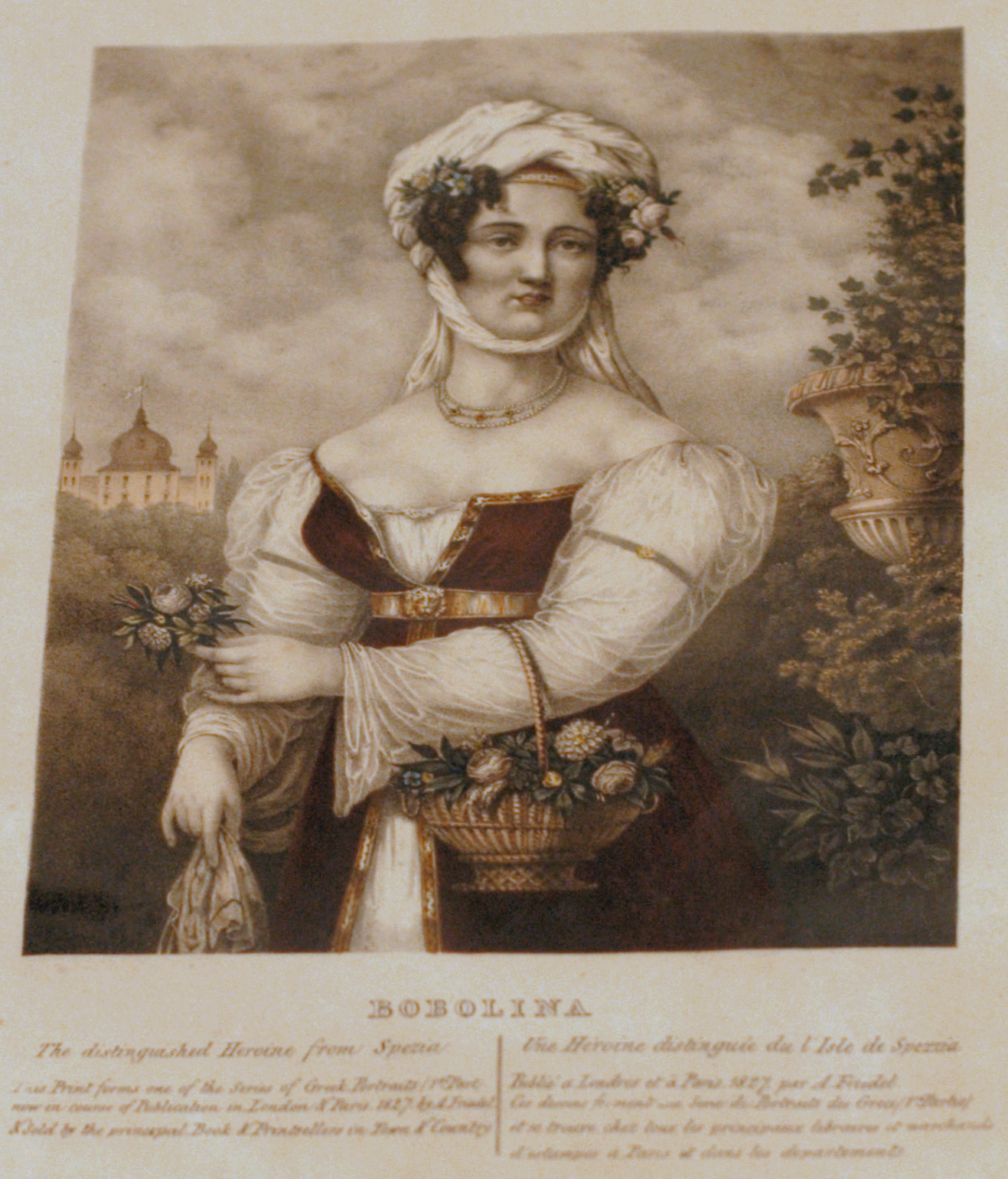
Портрет Ласкарины Бубулины в Эгейском морском музее, Миконос

Дочь капитана арнаутского происхождения Ставриониса Пиноциса, участника Пелопонесского восстания 1769—1770 годов против османского владычества. Родилась в турецкой тюрьме в Константинополе. После смерти отца вместе с матерью была освобождена и выехала на остров Идра. Через 4 года её мать снова вышла замуж и они переехали на остров Спеце.
Сама Ласкарина Бубулина дважды была замужем. Когда её мужа Димитриоса Бубулиса убили в сражении против алжирских пиратов, она получила в наследство его предприятие и корабли.
За свой счёт построила восемнадцатипушечный корвет «Агамемнон». В 1816 году османские власти попытались конфисковать имущество Бубулины, поскольку её второй муж был участником русско-турецкой войны 1806—1812 годов на стороне России, в связи с чем была вынуждена выехать в Константинополь для встречи с русским послом графом Строгановым. Оттуда граф направил её в Крым, из соображений безопасности. После трёх месяцев жизни в Крыму Бубулина вернулась на Спеце.
Ласкарина Бубулина была богатой женщиной, на свои деньги она содержала небольшой флот с экипажами и армию повстанцев, финансировала подпольную греческую организацию «Филики Этерия» (Φιλική Εταιρεία — «Союз друзей»), для которой закупала оружие и продовольствие.
В 1821 году, во время осады крепости Паламиди (Нафплион), проявила огромное мужество, подняв повстанцев на решительный штурм цитадели.  Греческий историк Филимон писал:
«Рядом с ней нерешительные становились сильными, а мужественные перед ней отступали…»
На корабле «Агамемнон» Бубулина впервые подняла национальный флаг Греции. В России высоко оценили её мужество — император Александр I присвоил Бубулине звание адмирала Российского флота и даровал монгольский меч в качестве признания заслуг. Таким образом, она стала первой в истории женщиной — адмиралом Российского флота.
Погибла в 1825 году во время раздоров с семьёй Куцисов. Её сын от первого брака был влюблён в их дочь, но отец Иоаннис не хотел этого брака. Во время перебранки кто-то выстрелил в неё из пистолета. Убийца не был найден.

## Память
- Наследники Бубулины передали правительству Греции корвет «Агамемнон», который был переименован в «Спеце» и стал флагманом греческого флота. Он был сожжен на военно-морской базе Порос в греческой гражданской войне в 1831 году.
- В городе Спеце на одноимённом острове находится музей Ласкарины Бубулины.
- Статуя Бубулины установлена в порту в Спеце.
- Во многих городах Греции и Кипра в её честь названы улицы.
- В романе «Мёртвые души» Николая Гоголя, рисуя обстановку дома Собакевича, автор особо выделяет портрет «героини греческой Бобелины, которой одна нога казалась больше всего туловища тех щеголей, которые наполняют нынешние гостиные».
- В романе Жюля Верна «Архипелаг в огне» образ Бабулины перекликается с героиней Андроникой Старкос, матерью главного антагониста.
- В греческом фильме Бубулина[англ.] (1959 год) заглавную роль исполнила Ирен Папас.
- Бубулина изображена на реверсе медной греческой монеты достоинством в 1 драхму, чеканившейся в 1988, 1990, 1992—1994, 1998 и 2000 годах. На аверсе монеты — 18-пушечный корвет «Агамемнон».
- Бубулина представлена в художественных произведениях либо переписке, в том числе великих российских писателей Виссариона Белинского, Ивана Тургенева и Николая Лескова, художника Ивана Айвазовского, а также в редчайших уникальных скульптурных произведениях.

## Галерея

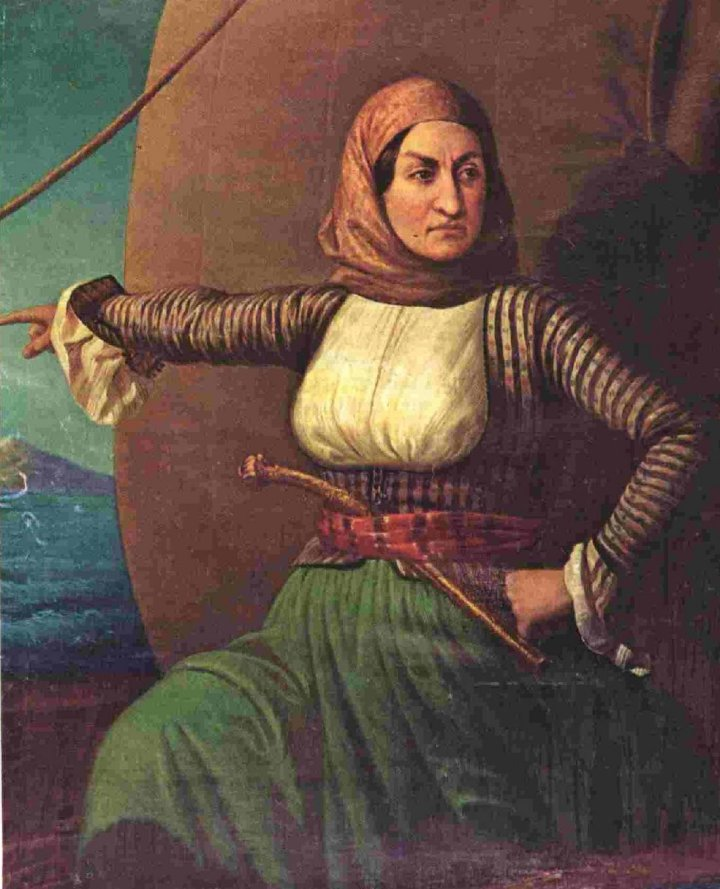
Портрет Бубулины неизвестного художника
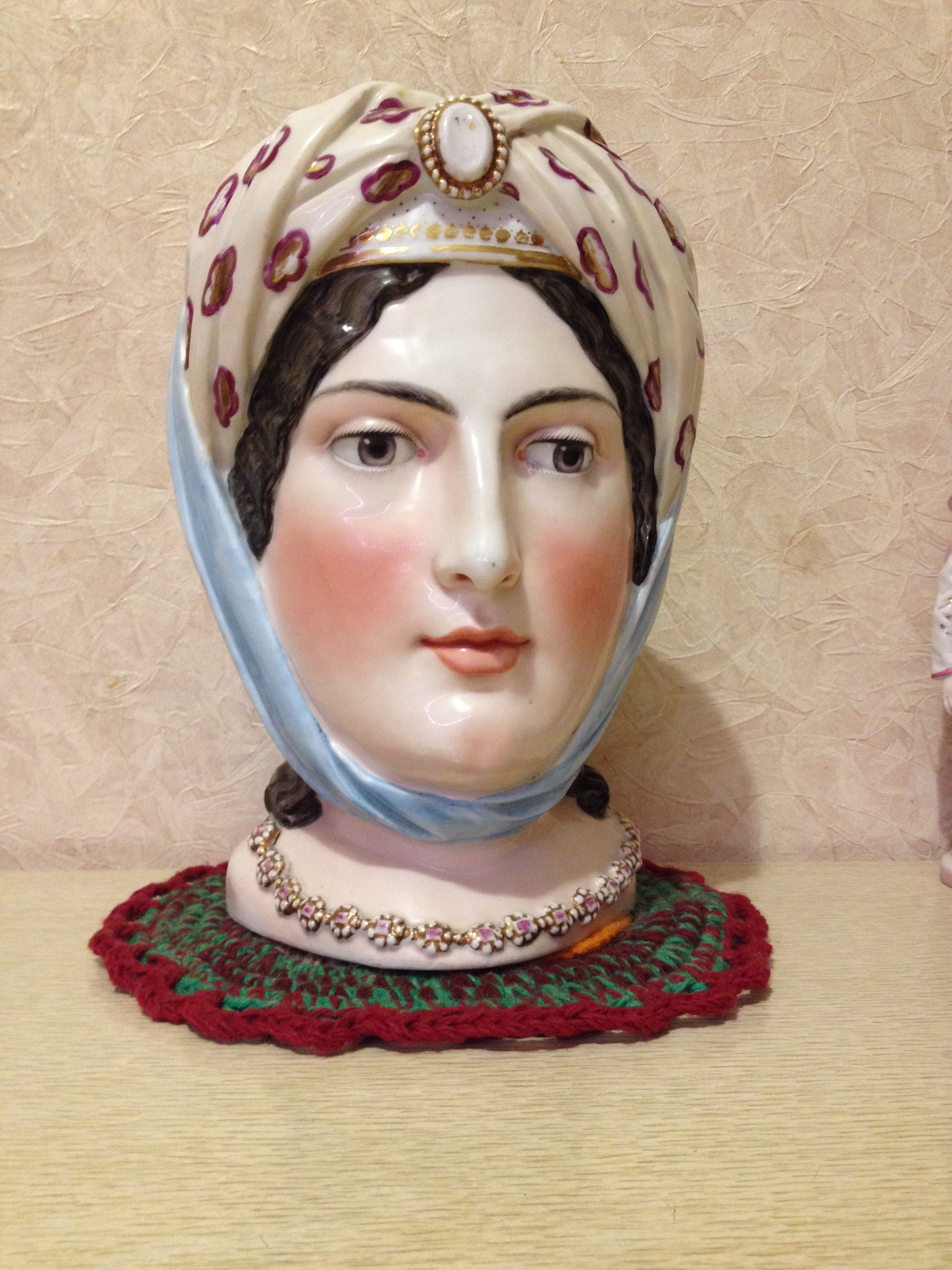
Бюст с изображением Бубулины, Франция, XIX век https://meshok.net/item/270333493
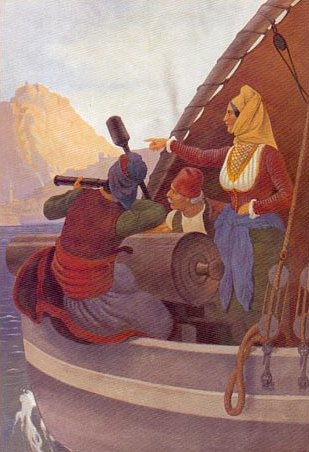
Бубулина на полотне Петера фон Гесса
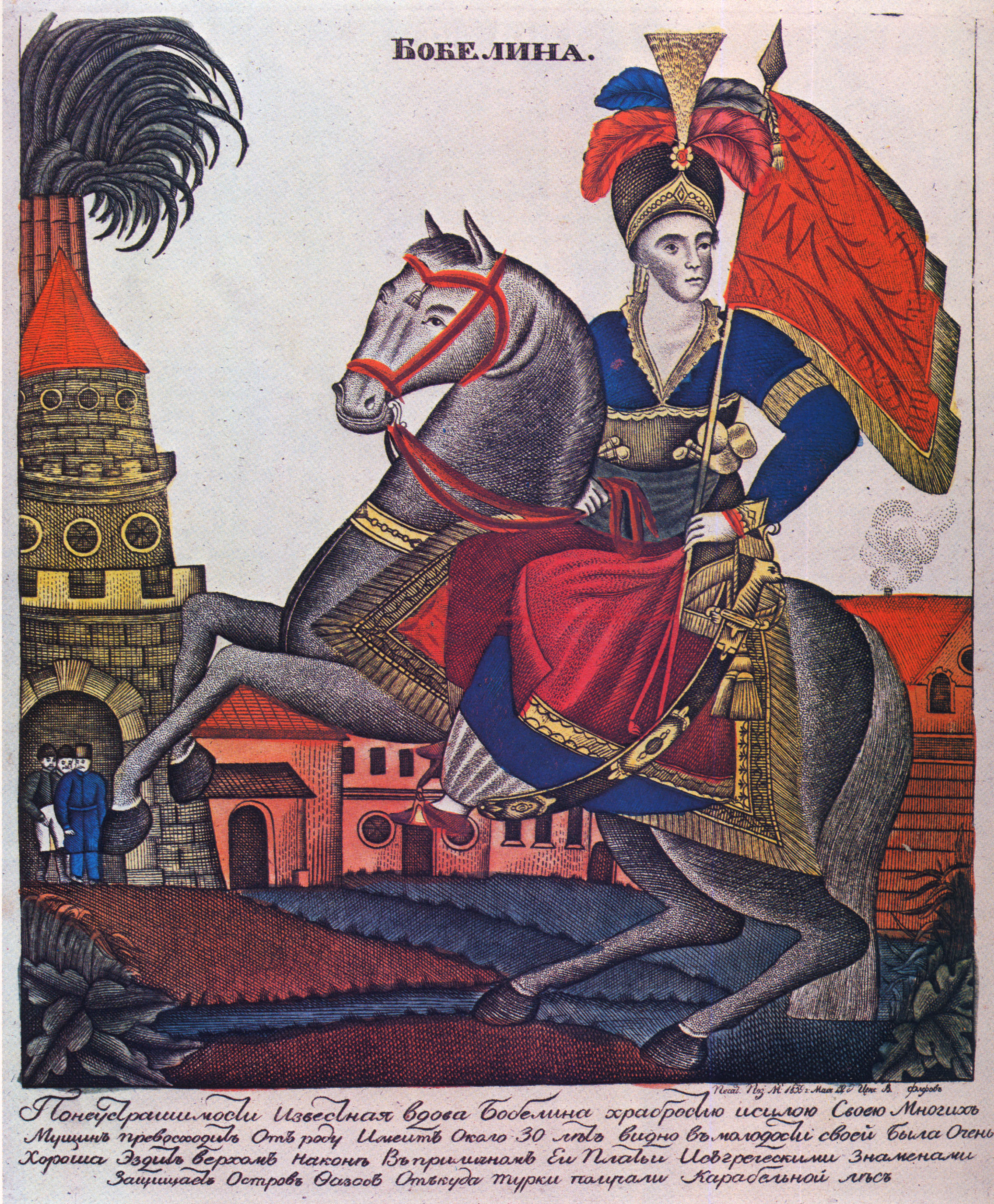
Бобелина. Лубок XIX века
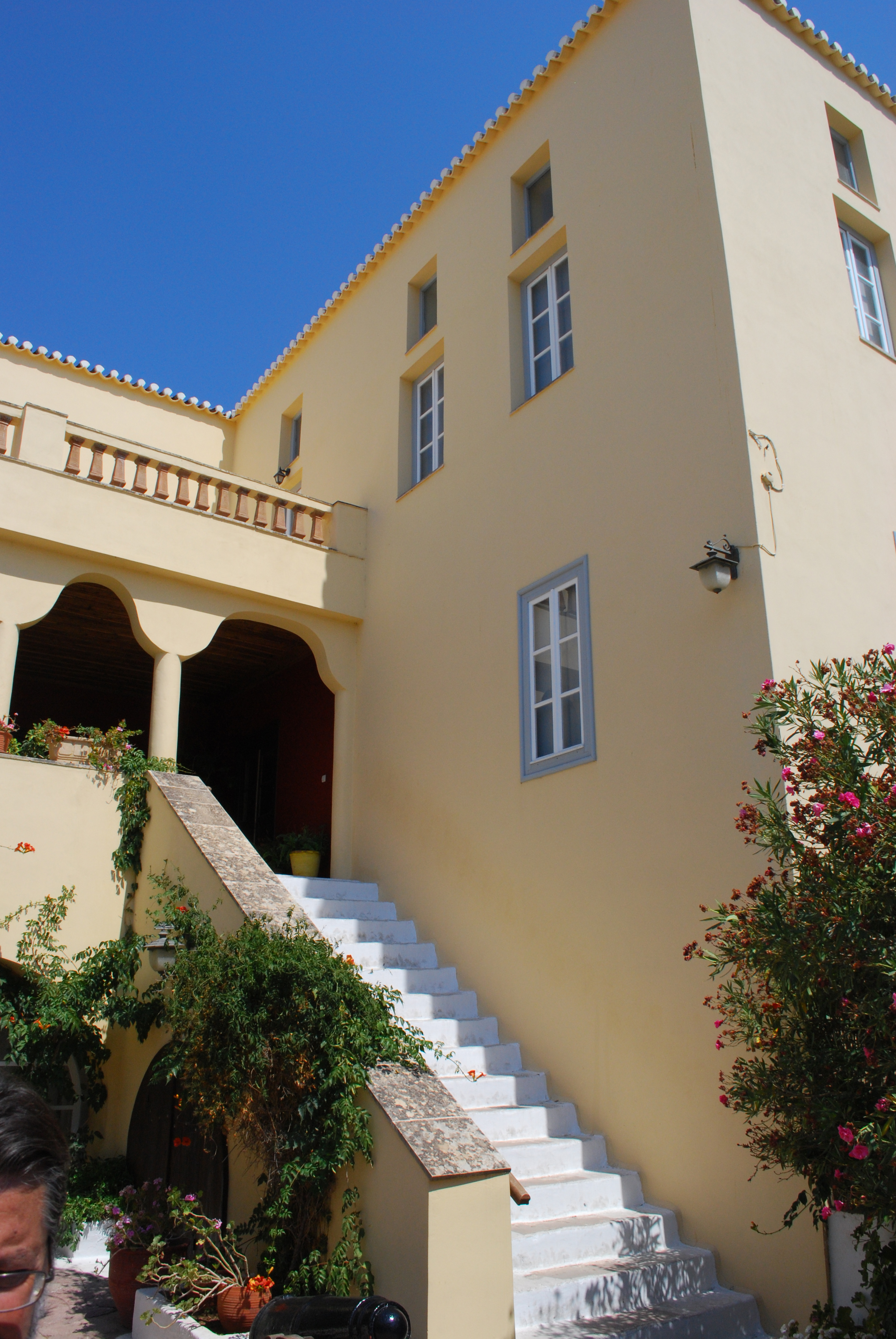
Дом-музей Бубулины на Спеце